# 幸せのありかはどちらですか/わたし革命
「幸せのありかはどちらですか/わたし革命」（しあわせのありかはどちらですか/わたしかくめい）は、2019年10月9日にアップフロントワークス（zetimaレーベル）から発売されたカレッジ・コスモスの2枚目のシングル。
グループ活動休止前最後のシングルとなった。

## リリース
- CDは初回生産限定盤A・同B・同C・同D・同SP・通常盤の6タイプが発売されており、初回生産限定盤SPにはDVDが付属している。また、初回生産限定盤A・B・C・Dには「トレカ型個別握手会参加券」が封入されている。
- 今作における基本表題曲となる「幸せのありかはどちらですか」はTBSテレビ（関東ローカル）『ふるさとの夢』の5期（第138回 - 第157回(最終回)）エンディングテーマとして起用された。

## 収録曲
| #  | タイトル                                     | 作詞       | 作曲       | 編曲   | 時間 |
| -- | -------------------------------------------- | ---------- | ---------- | ------ | ---- |
| 1. | 「幸せのありかはどちらですか」               | 山崎あおい | 山崎あおい | 鴇沢直 | 3:59 |
| 2. | 「わたし革命」                               | 西野蒟蒻   | 鴇沢直     | 鴇沢直 | 3:57 |
| 3. | 「幸せのありかはどちらですか」(Instrumental) |            | 山崎あおい | 鴇沢直 | 4:00 |
| 4. | 「わたし革命」(Instrumental)                 |            | 鴇沢直     | 鴇沢直 | 3:58 |

| #  | タイトル                                    | 作詞 | 作曲・編曲 | 時間 |
| -- | ------------------------------------------- | ---- | ---------- | ---- |
| 1. | 「幸せのありかはどちらですか」(Music Video) |      |            | 4:14 |
| 2. | 「わたし革命」(Music Video)                 |      |            | 4:07 |

## リリース日一覧
| 地域 | リリース日    | レーベル              | 規格                                              | カタログ番号                    |
| ---- | ------------- | --------------------- | ------------------------------------------------- | ------------------------------- |
| 日本 | 2019年10月9日 | zetima/UP-FRONT WORKS | CD（マキシシングル）+DVD                          | EPCE-7526/7（初回生産限定盤SP） |
| 日本 | 2019年10月9日 | zetima/UP-FRONT WORKS | CD（マキシシングル）                              | EPCE-7522（初回生産限定盤A）    |
| 日本 | 2019年10月9日 | zetima/UP-FRONT WORKS | CD（マキシシングル）                              | EPCE-7523（初回生産限定盤B）    |
| 日本 | 2019年10月9日 | zetima/UP-FRONT WORKS | CD（マキシシングル）                              | EPCE-7524（初回生産限定盤C）    |
| 日本 | 2019年10月9日 | zetima/UP-FRONT WORKS | CD（マキシシングル）                              | EPCE-7525（初回生産限定盤D）    |
| 日本 | 2019年10月9日 | zetima/UP-FRONT WORKS | CD（マキシシングル）                              | EPCE-7528（通常盤）             |
| 日本 | 2019年10月9日 | zetima/UP-FRONT WORKS | ダウンロードシングル （LC-AAC）                   | EPCE-7528                       |
| 日本 | 2019年10月9日 | zetima/UP-FRONT WORKS | ハイレゾダウンロードシングル （FLAC 96kHz/24bit） | EPCE-7528-HR                    |